# Len (Dourdou)
Der Len ist ein rechter Nebenfluss des Dourdou de Camarès in der Region Okzitanien in Frankreich.

## Flusslauf
Der kleine Fluss verläuft im Département Aveyron. Er entspringt im Gemeindegebiet von Saint-Affrique, entwässert generell in westlicher Richtung durch den Regionalen Naturpark Grands Causses und mündet nach rund 17 Kilometern an der Gemeindegrenze von Saint-Izaire und Broquiès  in den Dourdou de Camarès.

## Orte am Fluss
(Reihenfolge in Fließrichtung)
- La Sabaterie, Gemeinde Saint-Affrique
- Le Moulin du Len, Gemeinde Saint-Affrique
- Saint-Lieu, Gemeinde Calmels-et-le-Viala
- Saint-Michel de Landesque, Gemeinde Les Costes-Gozon
- Mas de Len, Gemeinde Saint-Izaire
- Malben, Gemeinde Broquiès
- Le Salze, Gemeinde Saint-Izaire